# Bleigny-le-Carreau
Bleigny-le-Carreau település Franciaországban, Yonne megyében. Lakosainak száma 282 fő (2022. január 1.). Bleigny-le-Carreau Montigny-la-Resle, Beine, Lignorelles, Venoy és Villeneuve-Saint-Salves községekkel határos.

## Népesség
A település népességének változása:
| Lakosok száma | 306  | 301  | 307  | 295  | 289  | 283  | 284  | 284  | 282  |
|               | 2013 | 2015 | 2016 | 2017 | 2018 | 2019 | 2020 | 2021 | 2022 |